# 1898
Il 1898 (MDCCCXCVIII in numeri romani) è un anno  del XIX secolo.

## Eventi
- Nei primi mesi del 1898, a causa dell'aumento del prezzo del pane, vi sono tumulti popolari in varie città d'Italia, come per esempio a Forlì, Senigallia, Ancona e Foggia.
- 1º gennaio: New York si annette ai territori delle contee circostanti, creando la Città della Grande New York. La città è geograficamente divisa in cinque borough: Manhattan, Brooklyn, Queens, The Bronx e Staten Island.
- 13 gennaio – Francia: Émile Zola pubblica sulla prima pagina de L'Aurore l'editoriale J'accuse, in difesa di Alfred Dreyfus, ingiustamente condannato nel dicembre del 1894, recluso e degradato.
- 15 febbraio: l'affondamento della nave da guerra USS Maine a L'Avana segna l'inizio della guerra ispano-americana tra Spagna e Stati Uniti.
- 16 marzo: a Torino è fondata la Federazione Italiana Giuoco Calcio
- 7 maggio: il Generale Bava Beccaris, autorizzato dal primo ministro Di Rudinì, usa i cannoni contro la folla che protesta a Milano per la mancanza di pane, causando una carneficina.
- 8 maggio: a Torino si disputa in un'unica giornata il primo Campionato di calcio italiano: se lo aggiudica il Genoa, che supera in finale l'Internazionale di Torino.
- 10 giugno – Guerra ispano-americana: dopo piccoli scontri i soldati americani prendono possesso di Cuba e una forza da sbarco dei marines prende Guam nelle Filippine (all'epoca possedimenti spagnoli) in modo incruento.
- 12 giugno: il Generale Emilio Aguinaldo dichiara l'indipendenza delle Filippine dalla Spagna.
- 28 giugno: un terremoto danneggia gravemente la città di Rieti, nella Sabina.
- 13 luglio: Guglielmo Marconi deposita il brevetto della radio
- 17 luglio: con la legge n° 350 del 17 luglio 1898 nasce la Previdenza in Italia con la Cassa nazionale di previdenza per l'invalidità e la vecchiaia degli operai
- 25 luglio: gli Stati Uniti sbarcano presso Guánica e iniziano l'invasione di Porto Rico.
- giugno–luglio – Italia: viene girato nei giardini Vaticani il cortometraggio Sua Santità papa Leone XIII di William Kennedy Laurie Dickson, uno dei primi film girati in Italia e il primo a ritrarre un papa.
- 29 agosto: Akron (Ohio) viene fondata la Goodyear
- 18 settembre: incidente di Fascioda.
- 1º ottobre: viene fondata la Renault.
- 1º novembre: viene fondata l'Ascoli Calcio
- 21 dicembre: Marie Curie e Pierre Curie scoprono il radio
- Pubblicazione della prima edizione del Novum Testamentum Graece

## Nati
Ci sono circa 1 470 voci su persone nate nel 1898; vedi la pagina Nati nel 1898 per un elenco descrittivo o la categoria Nati nel 1898 per un indice alfabetico.

## Morti
Ci sono circa 370 voci su persone morte nel 1898; vedi la pagina Morti nel 1898 per un elenco descrittivo o la categoria Morti nel 1898 per un indice alfabetico.

## Calendario
| Calendario 1898 | Calendario 1898 | Calendario 1898 | Calendario 1898 | Calendario 1898 | Calendario 1898 | Calendario 1898 | Calendario 1898 | Calendario 1898 | Calendario 1898 | Calendario 1898 | Calendario 1898 | Calendario 1898 | Calendario 1898 | Calendario 1898 | Calendario 1898 | Calendario 1898 | Calendario 1898 | Calendario 1898 | Calendario 1898 | Calendario 1898 | Calendario 1898 | Calendario 1898 | Calendario 1898 | Calendario 1898 | Calendario 1898 | Calendario 1898 | Calendario 1898 | Calendario 1898 | Calendario 1898 | Calendario 1898 | Calendario 1898 | Calendario 1898 |
| --------------- | --------------- | --------------- | --------------- | --------------- | --------------- | --------------- | --------------- | --------------- | --------------- | --------------- | --------------- | --------------- | --------------- | --------------- | --------------- | --------------- | --------------- | --------------- | --------------- | --------------- | --------------- | --------------- | --------------- | --------------- | --------------- | --------------- | --------------- | --------------- | --------------- | --------------- | --------------- | --------------- |
|                 | 1               | 2               | 3               | 4               | 5               | 6               | 7               | 8               | 9               | 10              | 11              | 12              | 13              | 14              | 15              | 16              | 17              | 18              | 19              | 20              | 21              | 22              | 23              | 24              | 25              | 26              | 27              | 28              | 29              | 30              | 31              |                 |
| Gennaio         | Sa              | Do              | Lu              | Ma              | Me              | Gi              | Ve              | Sa              | Do              | Lu              | Ma              | Me              | Gi              | Ve              | Sa              | Do              | Lu              | Ma              | Me              | Gi              | Ve              | Sa              | Do              | Lu              | Ma              | Me              | Gi              | Ve              | Sa              | Do              | Lu              |                 |
| Febbraio        | Ma              | Me              | Gi              | Ve              | Sa              | Do              | Lu              | Ma              | Me              | Gi              | Ve              | Sa              | Do              | Lu              | Ma              | Me              | Gi              | Ve              | Sa              | Do              | Lu              | Ma              | Me              | Gi              | Ve              | Sa              | Do              | Lu              |                 |                 |                 |                 |
| Marzo           | Ma              | Me              | Gi              | Ve              | Sa              | Do              | Lu              | Ma              | Me              | Gi              | Ve              | Sa              | Do              | Lu              | Ma              | Me              | Gi              | Ve              | Sa              | Do              | Lu              | Ma              | Me              | Gi              | Ve              | Sa              | Do              | Lu              | Ma              | Me              | Gi              |                 |
| Aprile          | Ve              | Sa              | Do              | Lu              | Ma              | Me              | Gi              | Ve              | Sa              | Do              | Lu              | Ma              | Me              | Gi              | Ve              | Sa              | Do              | Lu              | Ma              | Me              | Gi              | Ve              | Sa              | Do              | Lu              | Ma              | Me              | Gi              | Ve              | Sa              |                 |                 |
| Maggio          | Do              | Lu              | Ma              | Me              | Gi              | Ve              | Sa              | Do              | Lu              | Ma              | Me              | Gi              | Ve              | Sa              | Do              | Lu              | Ma              | Me              | Gi              | Ve              | Sa              | Do              | Lu              | Ma              | Me              | Gi              | Ve              | Sa              | Do              | Lu              | Ma              |                 |
| Giugno          | Me              | Gi              | Ve              | Sa              | Do              | Lu              | Ma              | Me              | Gi              | Ve              | Sa              | Do              | Lu              | Ma              | Me              | Gi              | Ve              | Sa              | Do              | Lu              | Ma              | Me              | Gi              | Ve              | Sa              | Do              | Lu              | Ma              | Me              | Gi              |                 |                 |
| Luglio          | Ve              | Sa              | Do              | Lu              | Ma              | Me              | Gi              | Ve              | Sa              | Do              | Lu              | Ma              | Me              | Gi              | Ve              | Sa              | Do              | Lu              | Ma              | Me              | Gi              | Ve              | Sa              | Do              | Lu              | Ma              | Me              | Gi              | Ve              | Sa              | Do              |                 |
| Agosto          | Lu              | Ma              | Me              | Gi              | Ve              | Sa              | Do              | Lu              | Ma              | Me              | Gi              | Ve              | Sa              | Do              | Lu              | Ma              | Me              | Gi              | Ve              | Sa              | Do              | Lu              | Ma              | Me              | Gi              | Ve              | Sa              | Do              | Lu              | Ma              | Me              |                 |
| Settembre       | Gi              | Ve              | Sa              | Do              | Lu              | Ma              | Me              | Gi              | Ve              | Sa              | Do              | Lu              | Ma              | Me              | Gi              | Ve              | Sa              | Do              | Lu              | Ma              | Me              | Gi              | Ve              | Sa              | Do              | Lu              | Ma              | Me              | Gi              | Ve              |                 |                 |
| Ottobre         | Sa              | Do              | Lu              | Ma              | Me              | Gi              | Ve              | Sa              | Do              | Lu              | Ma              | Me              | Gi              | Ve              | Sa              | Do              | Lu              | Ma              | Me              | Gi              | Ve              | Sa              | Do              | Lu              | Ma              | Me              | Gi              | Ve              | Sa              | Do              | Lu              |                 |
| Novembre        | Ma              | Me              | Gi              | Ve              | Sa              | Do              | Lu              | Ma              | Me              | Gi              | Ve              | Sa              | Do              | Lu              | Ma              | Me              | Gi              | Ve              | Sa              | Do              | Lu              | Ma              | Me              | Gi              | Ve              | Sa              | Do              | Lu              | Ma              | Me              |                 |                 |
| Dicembre        | Gi              | Ve              | Sa              | Do              | Lu              | Ma              | Me              | Gi              | Ve              | Sa              | Do              | Lu              | Ma              | Me              | Gi              | Ve              | Sa              | Do              | Lu              | Ma              | Me              | Gi              | Ve              | Sa              | Do              | Lu              | Ma              | Me              | Gi              | Ve              | Sa              |                 |